# Mamokete Lechela
Mamokete Lechela (* 1. Januar 1982 in Makhaleng) ist eine ehemalige lesothische Leichtathletin.

## Karriere
Lechela nahm an den Olympischen Sommerspielen 2004 teil und belegte im Marathonlauf den 64. Platz. In diesem Jahr war sie außerdem die Flaggenträgerin für Lesotho.
Bei den Leichtathletik-Weltmeisterschaften 2005 belegte sie beim Marathonlauf als 51. Frau den letzten Platz.